# Wierzbiny (województwo warmińsko-mazurskie)
Wierzbiny (niem. Wiersbinnen, 1938–1945 Stollendorf) – wieś w Polsce położona w województwie warmińsko-mazurskim, w powiecie piskim, w gminie Orzysz. W latach 1975–1998 miejscowość należała administracyjnie do województwa suwalskiego.
Wieś w kształcie ulicówki, położona nad jeziorem Wierzbińskim (niem. Wiersbinner See, Stollendorfer See), na trasie Orzysz – Ełk, 3 km od Orzysza. Obecnie wieś liczy 214 mieszkańców. We wsi zachował się po dziś dzień stary cmentarz wiejski.

## Nazwa
W dokumentach krzyżackich: Wirßbynn, Wirsbin, Wirzbin, Wirßbinnen, Wyrszbienen, Wirsbinnen.

Na mapie Districtus Reinensis (1663) Józefa Naronowicza-Narońskiego - Wierzbinÿ.

Później: Wirsbinnen, Wiersbinnen.

16 lipca 1938 roku ówczesna niemiecka władza nazistowska Prus Wschodnich dokonała zmiany historycznej nazwy Wiersbinnen na Stollendorf.

Rozporządzeniem Ministrów: Administracji Publicznej i Ziem Odzyskanych z 1 lipca 1947 roku o przywróceniu i ustaleniu urzędowych nazw miejscowości nadano obowiązującą nazwę Wierzbiny.

## Historia
Wierzbiny istniały najprawdopodobniej jeszcze przed wojną trzynastoletnią, czyli przed 1454 rokiem. Wiadomo, że przed lokacją istniał w tym miejscu majątek należący do zakonu krzyżackiego: der Orden von alters her innengehabt. Dobro służebne nadał ówczesny namiestnik zakonu krzyżackiego Henryk Reuss von Plauen (Heinrich Reuß von Plawenn) w roku 1467 lub 1468. Zachowała się tylko data dzienna lokacji. Dan w Królewcu w dzień 11000 śś. panien. Krzysztof Scolun (Sckolun, Scolin, Scolim) otrzymał 40 łanów na prawie chełmińskim z obowiązkiem służby w lekkiej zbroi. Krzysztof Scolun zapewne był Prusem i pochodził z pomezańskiego rodu Skolimów. Wolni z Wierzbin byli zwolnienie z szarwarku, ale byli zobowiązani do opłaty rekognicyjnej - 5 denarów pruskich. Wierzbiny były wymienione w spisach gospodarczych zakonu krzyżackiego z początków XVI wieku, pełniących rolę weryfikatora przemian osadniczych tego okresu, a także w popisie wojskowym z 1519 roku. Było to dobro duże z uprawnieniem wyższego i niższego sądownictwa, początkowo traktowane, jako dobro rycerskie, choć status ten nie został długo utrzymany. Chłopi zobowiązani byli do jednej służby w lekkiej zbroi. Służba ta zobowiązywała wolnych do wystawienia jednego żołnierza z płatami i innym lekkim orężem oraz jednym koniem. Czasami jednak służba ta oznaczała też wystawienie kilkuosobowego pocztu – dla Wierzbin w 1519 roku wyznaczono 3 służby. W 1538 roku książę Albrecht odnawia przywilej dla Marcina, sołtysa z Drygał i Bogusza Kosacka z Mikoszy, na 40 łanów w Wierzbinach na prawie chełmińskim. Marcin otrzymał 22,5 łana, a Bogusz 17,5 łana w zamian za jedną służbę lekkozbrojną. Kosakowie pochodzili z polskiej szlachty. Rozdrobnienie dóbr, spowodowało słabość ekonomiczną wolnych z Wierzbin (w 1540 roku - 26 wolnych zwolnionych z płużnego), co nie pozwoliło na przekształcenie się osady w dobra szlacheckie. W 1540 roku w Wierzbinach były trzy karczmy. Wierzbiny należały i należą do parafii w Orzyszu, należały do rewiru w Grzegorzach.
 
W 1600 roku wolni z Wierzbin kupili (odkupili puste łany) ponad 9 łanów wolnych od czynszu, za 100 grzywien od łanu. W październiku 1656 roku Tatarzy uprowadzili w jasyr 3 mieszkańców wsi, w tym 2 kobiety.
 
Wiadomo, że w 1700 roku 8,5 łanu w Wierzbinach posiadał Jan von Reibnitz, ze szlachty niemieckiej. W 1757 roku w Wierzbinach założono szkołę jednoklasową, a od 1870 roku dwuklasową. 
W 1812 roku we wsi kwaterowały wojska francuskie.
Według danych opublikowanych w 1823 roku w Wierzbinach mieszkało 266 osób.
W 1865 roku wybuchła epidemia cholery, w wyniku której zmarło 10% mieszkańców wsi. 
W 1857 roku wieś liczyła 470 mieszkańców, a nauczycielem był Wieczorrek. 
W 1890 r. koło Orzysza założono poligon wojskowy, na terenach zakupionych od wsi Wierzbiny i Szwejkowo oraz lasów Grądówka i Lasów Drygalskich. 
W 1895 roku wieś zamieszkiwało 129 mieszkańców.

W 1911 roku powstała Ochotnicza Straż Pożarna. W czasie I wojny światowej w latach 1914-1915 wojska rosyjskie dwukrotnie zajęły Wierzbiny. 
W 1925 roku wieś zamieszkiwało 606 osób. 
W 1935 roku w szkole w Wierzbinach dwóch nauczycieli uczyło 117 uczniów. 
W 1933 roku wieś zamieszkiwały 624, a według spisu powszechnego z maja 1939 roku – 632 osoby.
 
W latach 1954–1966, w związku ze wzrostem liczby dzieci, szkoła mieściła się w budynku wynajętym. W latach sześćdziesiątych XX w. w Wierzbinach istniała Zasadnicza Szkoła Zawodowa.